# Taxocrinida
De Taxocrinida zijn een orde van uitgestorven zeelelies uit de klasse van de Crinoidea.

## Taxonomie
- Archaetaxocrinus Lewis 1981
- Enascocrinus Strimple & Watkins 1969
- Euonychocrinus Strimple 1940
- Gnorimocrinus Wachsmuth & Springer 1879
- Haereticotaxocrinus Franzen 1981
- Onychocrinus Lyon & Cassidy 1860
- Parichthyocrinus Springer 1902
- Pepitaxoncrinus
- Praeorocrinus Gluchowski 1980
- Protaxocrinus Springer 1906
- Synerocrinus Jaekel 1897
  - Superfamilie Taxocrinacea Angelin 1878
    - Taxocrinidae Angelin 1878